# Гарбузов Віктор Федорович
Віктор Федорович Гарбузов (1909, тепер Воронезька область, Російська Федерація — 20 вересня 1964, місто Київ) — український радянський діяч, голова Українського об'єднання Ради Міністрів УРСР «Укрсільгосптехніка», 1-й заступник голови Українського раднаргоспу. Депутат Верховної Ради УРСР 6-го скликання. Член Ревізійної Комісії КПУ в 1961—1964 р.

## Біографія
Народився в селянській родині.
У 1931 році закінчив Московський механічний інститут.
У 1931—1943 роках — на керівних інженерно-технічних посадах на Горьковському автомобільному заводі Горьковської області РРФСР.
Член ВКП(б) з 1937 року.
У 1943—1957 роках — на відповідальних посадах (начальник технічного відділу) в Народному комісаріаті (Міністерстві) середнього машинобудування і автомобільної промисловості СРСР; головний інженер Московського заводу малолітражних автомобілів; заступник міністра автомобільної промисловості СРСР; начальник Головкомбайнпрому Міністерства автомобільного, тракторного і сільськогосподарського машинобудування СРСР.
22 липня 1957 — серпень 1958 року — начальник відділу автомобільної промисловості, тракторної промисловості і сільськогосподарського машинобудування Державної планової комісії УРСР.
У серпні 1958 — жовтні 1960 року — начальник відділу машинобудування Державної планової комісії УРСР.
У жовтні 1960 — березні 1961 року — заступник, у березні 1961 — березні 1963 року — 1-й заступник голови Української Ради народного господарства (Українського раднаргоспу).
27 березня 1963 — 20 вересня 1964 року — голова Українського республіканського об'єднання Ради міністрів УРСР «Укрсільгосптехніка».
Похований у Києві на Байковому кладовищі.

## Нагороди
- орден Трудового Червоного Прапора
- орден Вітчизняної війни II-го ст. (16.09.1945)
- орден Червоної Зірки
- медалі